# Xã Prairie, Quận Davis, Iowa
Xã Prairie (tiếng Anh: Prairie Township) là một xã thuộc quận Davis, tiểu bang Iowa, Hoa Kỳ. Năm 2010, dân số của xã này là 402 người.